# بحيرة الأسد
بحيرة الأسد هي بحيرة اصطناعية على نهر الفرات في محافظة الرقة، سوريا. تم إنشاؤها في عام 1974 عند اكتمال بناء سد الطبقة، وهي أكبر بحيرة في سوريا، بسعة قصوى تبلغ 11.7 كيلومتر مكعب (2.8 ميل مكعب) ومساحة سطحية قصوى تبلغ 525 كيلومتر مربع (203 ميل مربع). تستخدم شبكة واسعة من القنوات مياه بحيرة الأسد لري الأراضي على جانبي نهر الفرات. بالإضافة إلى ذلك، توفر البحيرة مياه الشرب لمدينة حلب وتدعم صناعة صيد الأسماك. تطورت شواطئ بحيرة الأسد إلى مناطق بيئية مهمة.

## تاريخ
تعود الخطط الأولى لبناء سد في الجزء السوري من نهر الفرات إلى عام 1927 ولكن لم يتم تنفيذها. في عام 1957، تم التوصل إلى اتفاق مع الاتحاد السوفييتي للحصول على مساعدات فنية ومالية لبناء سد في الفرات، وفي عام 1960 تم توقيع اتفاقية مالية مع ألمانيا الغربية. تم توقيع اتفاقية أخرى لتمويل المشروع مع الاتحاد السوفييتي في عام 1965. شمل المشروع محطة للطاقة الكهرومائية في سد الطبقة، وبناء شبكة ري واسعة قادرة على ري 640.000 هكتار (2500 ميل مربع) من الأراضي على جانبي الفرات.
استمر بناء السد بين عامي 1968 و1973 وبدأ فيضان الخزان في عام 1974 عن طريق تقليل تدفق نهر الفرات. تم الانتهاء من المشروع في عهد حافظ الأسد كجزء من سياسات التحديث والإصلاحات الزراعية. في عام 1975، اشتكى العراق من انخفاض تدفق نهر الفرات إلى ما دون المستوى المقبول وهدد بقصف سد الطبقة؛ وفي نهاية المطاف نجحت الوساطة من جانب المملكة العربية السعودية والاتحاد السوفييتي في تسوية هذا النزاع.